# Мидельт
Мидельт (араб. ميدلت‎) — город в Марокко, расположен в области Мекнес-Тафилалет.

## Географическое положение
Центр города располагается на высоте 1464 метров над уровнем моря.

## Демография
Население города по годам:
| 2004   | 2012   |
| ------ | ------ |
| 44 781 | 47 963 |

## Транспорт
Ближайший аэропорт расположен в городе Эр-Рашидия.